# Wahlkreis Auerbach I
Der Wahlkreis Auerbach I war ein Landtagswahlkreis zur Landtagswahl in Sachsen 1990, der ersten Landtagswahl nach der Wiedergründung des Landes Sachsen. Er hatte die Wahlkreisnummer 79.
Der Wahlkreis umfasste folgende Städte und Gemeinden des Landkreises Auerbach: Altmannsgrün, Auerbach/Vogtl., Beerheide, Eich/Sa., Ellefeld, Hartmannsgrün, Neustadt/Vogtl., Oberlauterbach, Plohn, Rebesgrün, Reumtengrün, Rodewisch, Röthenbach, Rothenkirchen, Rützengrün, Schnarrtanne, Schreiersgrün, Treuen, Wernesgrün und Wildenau.
Für die Landtagswahlen 1994 wurde auch infolge der Kreisreform die Wahlkreisstruktur verändert, zudem wurde die Zahl der Wahlkreise von 80 auf 60 verringert. Das Gebiet des Wahlkreises Auerbach I wurde auf zwei Wahlkreise aufgeteilt. Während die Stadt Auerbach/Vogtl. mit der inzwischen eingemeindeten Ortschaft Schnarrtanne sowie die Orte Beerheide, Ellefeld und Neustadt/Vogtl. in den Wahlkreis Göltzschtal 2 wechselten, verblieben die restlichen Städte und Gemeinden des Wahlkreises Auerbach I im neugebildeten Wahlkreis Göltzschtal 1.

## Ergebnisse
Die Landtagswahl 1990 fand am 14. Oktober 1990 statt und hatte folgendes Ergebnis für den Wahlkreis Auerbach I:
| Direktkandidat   | Partei (Kürzel) | Erststimmen (%) | Zweitstimmen (%) |
| ---------------- | --------------- | --------------- | ---------------- |
|                  | DA              | -               | 00,5             |
| Arndt Rauchalles | CDU             | 55,2            | 59,9             |
|                  | Chr. L          | -               | 00,7             |
|                  | DBU             | -               | 00,2             |
|                  | DSU             | 06,2            | 04,1             |
|                  | F.D.P.          | 08,5            | 05,7             |
|                  | LL-PDS          | 06,9            | 06,8             |
|                  | NPD             | -               | 00,4             |
|                  | FORUM           | 04,0            | 03,4             |
|                  | RAP             | -               | 00,1             |
|                  | SHB             | -               | 00,0             |
|                  | SPD             | 19,1            | 18,1             |

Es waren 41.403 Personen wahlberechtigt. Die Wahlbeteiligung lag bei 75,0 %. Von den abgegebenen Stimmen waren 2,6 % ungültig. Als Direktkandidat wurde Arndt Rauchalles (CDU) gewählt. Er erreichte 55,2 % aller gültigen Stimmen.